# Paul van Hooff
Paul (André Jan) van Hooff (Kaduna, 1964) is een Nederlandse journalist en schrijver.

## Leven en werk
Van Hooff werd geboren in Nigeria, omdat zijn vader daar tijdelijk werkte als piloot van de zuidelijke president. Toen hij nog geen jaar oud was, verhuisde het gezin, bestaande uit vader, moeder en een oudere broer, terug naar Nederland. Het gezin kwam in het Zuid-Hollandse De Zilk terecht.
Van Hooff schreef onder (veel) meer voor Alert!, Haagse Post, Nieuwe Revu en de KRO. Later specialiseerde hij zich in motor- en omroepjournalistiek. Hij maakte reportages voor Motor Magazine, MotoPort Magazine, Humo, Revu, Rails, Onze Wereld en het AD.
In 2005 besloot hij als freelance journalist op zijn motorfiets, een Moto Guzzi V7 uit 1975, een reis van het noordelijkste puntje van Alaska  (Deadhorse) tot de zuidelijkste punt van Zuid-Amerika (Ushuaia) te maken. Een reis die 3 jaar zou duren en waarbij hij 60.000 km aflegde. Daarover verhaalt hij in zijn boek Man in het zadel. 
Na een aantal jaren in Zuid-Amerika te zijn verbleven ging hij opnieuw het avontuur aan. Ditmaal van west naar oost. Hij maakte met dezelfde motor een reis van Amsterdam naar Tokio. Van deze reis is tevens een boek verschenen, Van hier tot Tokio.   
In augustus 2022 debuteert hij als romanschrijver met De coureur, over de zoektocht naar de verloren gewaande Vincent Black Shadow van de overleden dichter Jan Hanlo. Hij woont in Sucre, Bolivia, samen met zijn tweeling Santiago en Sebastián.